# Joan Oumari
Joan Oumari (sinh ngày 19 tháng 8 năm 1988) là một cầu thủ bóng đá người Liban. Anh hiện tại thi đấu cho Vissel Kobe ở J1 League ở vị trí trung vệ.

## Thống kê sự nghiệp

### Bàn thắng quốc tế
| 1.                               | 12 tháng 11 năm 2015 | Sân vận động Quốc tế Saida, Sidon, Liban | Lào           | 7–0 | Vòng loại World Cup 2018 |
| 2.                               | 17 tháng 11 năm 2015 | Philip II Arena, Skopje, Bắc Macedonia   | Bắc Macedonia | 1–0 | Giao hữu                 |
| 3.                               | 5 tháng 6 năm 2021   | Sân vận động Goyang, Goyang, Hàn Quốc    | Sri Lanka     | 3–2 | Vòng loại World Cup 2022 |
| 4.                               | 5 tháng 6 năm 2021   | Sân vận động Goyang, Goyang, Hàn Quốc    | Sri Lanka     | 3–2 | Vòng loại World Cup 2022 |
| Correct as of 5 tháng 6 năm 2021 |                      |                                          |               |     |                          |